# リュシアン・ローラン
リュシアン・ローラン（Lucien Laurent, 1907年12月10日 - 2005年4月11日）は、フランスのヴァル＝ド＝マルヌ県サン＝モール＝デ＝フォッセ出身のサッカー選手。FIFAワールドカップで最初のゴールを挙げた。

## 経歴
1921年から1930年までセミプロチームのCAパリでプレイ、1930年からは彼が働くプジョーのワークスチームであったFCソショーへと移籍。
兄のジャン（本大会試合出場なし）と共に1930年第1回W杯ウルグアイ大会のフランス代表メンバーに選出されるが、アマチュア選手であったため、フランスサッカー連盟からは基本的な手当を受け取ったのみである。
1930年7月13日、開幕戦となったフランス対メキシコ戦の前半19分にローランは歴史的なワールドカップ初ゴールを挙げた。フランスはこの試合に4-1で勝利したが、アルゼンチンおよびチリとの試合を落としてグループリーグで敗退。ローラン自身は2戦目のアルゼンチンとの試合中に受けた負傷のため、3戦目は欠場した。
1934年W杯イタリア大会のフランス代表にもメンバー入りしたが、負傷のため出場機会はなかった。フランス代表通算10試合出場2得点。
第二次世界大戦勃発後は軍隊に招集されたが、ドイツ軍に捕らわれて3年間の捕虜生活を送ることになる。1943年に解放されてからはブザンソンで1946年までプレイして引退。後にトレーナーおよびユース監督を務めた。
1930年W杯フランス代表メンバー唯一の生き残りとして1998年W杯フランス大会でのフランス代表の優勝を見届け、7年後の2005年に97歳で死去。

## 所属クラブ
- 1921-1930 CAパリ
- 1930-1932 FCソショー
- 1932-1933 クラブ・フランソワ
- 1933-1934 CAパリ
- 1934-1935 FCミュルーズ
- 1935-1936 FCソショー
- 1936-1937 スタッド・レンヌ
- 1937-1939 RCストラスブール
- 1939-1943 トゥールーズFC
- 1943-1946 ブザンソンRC